# Лангем-плейс (Гонконг)
Лангем-плейс (Langham Place, 朗豪坊) — офисный, гостиничный и торговый комплекс, расположенный в Гонконге, в округе Яучиммон (торговый район Монкок). Комплекс состоит из 59-этажной офисной башни (255 м), 42-этажного пятизвёздочного отеля (170 м), 15-этажного торгового центра и автостоянки на 250 парковочных мест. По состоянию на 2013 год офисная башня Лангем-плейс являлась 13-м по высоте зданием города. Комплекс Лангем-плейс имеет 5 подземных этажей, через которые связан со станцией метро Монкок. Приобретение земли для этого проекта началось в 1989 году, строительство велось в 1999 — 2004 годах, весной 2003 года комплекс получил название Лангем-плейс, официальное открытие состоялось в январе 2005 года. Общая стоимость проекта составила 1,35 млрд ам. долл. (включая снос ветхого жилья и реконструкцию части квартала красных фонарей вдоль Портленд-стрит).
|  |  |  |
|  |  |  |

Торговый центр Лангем-плейс включает в свой состав более 300 магазинов, 6 кинозалов на 1200 мест и более 30 ресторанов. Девелоперами комплекса Лангем-плейс являлись компании Great Eagle Holdings и Urban Renewal Authority. В 2008 году инвестиционный фонд Champion REIT купил у Great Eagle Holdings офисную башню, торговый центр и парковку (Great Eagle Holdings сохранил за собой лишь отель).
В марте 2017 года в результате аварии на эскалаторе в торговом центре Лангем-плейс 17 человек получили травмы.